# Paul Benkner (titkár)
Paul Benkner (Brassó, 1685. október 17. – ?) titkár.

## Élete
Paul Benkner lelkész fia volt. Előbb a papi pályára készült, de akadémiai évei szülővárosába visszatérve nem sikerült állást találnia a helyi iskolánál. Havasalföldre költözött, és a fejedelem mellett titkári hivatalt viselt. Emellett írással és egyéb munkákkal foglalkozott, feltehetőleg tanítással. A halála időpontjáról nem maradt fenn adat, de 1750-ben még Bukarestben tevékenykedett.

## Munkái
Megírta Havasalföld fejedelmeinek történetét német nyelven (Geschichte der walachischen Fürsten), mely munkája kéziratban maradt.